# Ношлак
Ношлак (рум. Noșlac) — село у повіті Алба в Румунії. Адміністративний центр комуни Ношлак.
Село розташоване на відстані 276 км на північний захід від Бухареста, 45 км на північний схід від Алба-Юлії, 48 км на південний схід від Клуж-Напоки.

## Населення
За даними перепису населення 2002 року у селі проживали 918 осіб.
Національний склад населення села:
| Національність | Кількість осіб | Відсоток |
| -------------- | -------------- | -------- |
| румуни         | 740            | 80,6%    |
| угорці         | 172            | 18,7%    |
| цигани         | 6              | 0,7%     |

Рідною мовою назвали:
| Мова      | Кількість осіб | Відсоток |
| --------- | -------------- | -------- |
| румунська | 740            | 80,6%    |
| угорська  | 172            | 18,7%    |
| циганська | 6              | 0,7%     |